# Renée Vissac
Pour les articles homonymes, voir Vissac (homonymie).
Renée Vissac, née à Langeac, est une coureuse cycliste française.
Elle a été quatre fois championne de France de poursuite et une fois championne de France sur route. Elle détient durant onze mois le record du monde de l'heure féminin.

## Biographie
Elle est sur la photo de classe de Langeac de 1940 du collège St Joseph, à côté de ses frères et de ses cousins Pierre Vissac, Jo Vissac et Guy Vissac. Ce dernier est devenu en 1976 conseiller régional d'Auvergne.
Elle a été championne de France de poursuite en 1958, 1959, 1960 et 1961 et championne de France sur route en 1960. Son record du monde de l'heure sur piste est battu le 26 septembre 1958
Sa principale concurrente sur route était Lily Herse, elles étaient souvent sur les mêmes podiums du championnats de France sur route. De plus, leur palmarès a sensiblement commencé et fini en même temps.

## Palmarès sur piste

### Championnats nationaux
- 1958
  -  Championne de France de poursuite
- 1959
  -  Championne de France de poursuite
- 1960
  -  Championne de France de poursuite
- 1961
  -  Championne de France de poursuite
- 1962
  - 2e de la poursuite
  - 2e de la vitesse
- 1964
  - 3e de la poursuite
- 1965
  - 2e de la poursuite
  - 3e de la vitesse
- 1966
  - 3e de la poursuite
- 1968
  - 3e de la poursuite

## Palmarès sur route
- 1956
  - 3e du championnat de France sur route
- 1958
  - 2e du championnat de France sur route
  - 10e du championnat du monde sur route
- 1959
  - 2e du championnat de France sur route
  - 4e du championnat du monde sur route
- 1960
  -  Championne de France sur route
- 1961
  - 3e du championnat de France sur route
- 1962
  - 3e du championnat de France sur route
- 1964
  - 3e du championnat de France sur route
- 1965
  - 2e du championnat de France sur route
  - 10e du championnat du monde sur route
- 1967
  - 3e du championnat de France sur route

## Records
- Record du monde de l'heure : 1957 (38,569 km)